# Gesellschaft für interdisziplinäre wissenschaftliche Kriminologie
Die Gesellschaft für interdisziplinäre wissenschaftliche Kriminologie (GiwK) ist eine Vereinigung von Wissenschaftlern aus Deutschland, Österreich und der Schweiz, die in der Tradition der Kritischen Kriminologie stehen. Sie wurde am 9. Juni 1989 im Rahmen einer wissenschaftlichen Veranstaltung des Arbeitskreises junger Kriminologen (AJK) in Wuppertal gegründet.
Vorsitzende der GiwK ist die Dortmunder Professorin Christine Graebsch. Die Gesellschaft unterhält zwei Sektionen („Genderperspektiven“ und „Geschichte und Kriminologie“), die sich regelmäßig zu Arbeitstagungen treffen. Die der Gesellschaft nahestehende Zeitschrift ist das Kriminologische Journal.
Zweijährlich verleiht die Gesellschaft den „Fritz-Sack-Preis für Kriminologie“ an Wissenschaftler, die sich mit einer wissenschaftlichen Arbeit in besonderer Weise um die Entwicklung oder Förderung der Kriminologie verdient gemacht haben. Er ist mit 2000 Euro dotiert. Die bisherigen Preisträger sind:
- 2001: Angela Taeger, Oldenburg
- 2003: Christian Häffling, Bremen, und Henning Schmidt-Semisch, Hamburg
- 2005: Christine Künzel, Hamburg
- 2007: Immanuel Baumann, Halle
- 2011: Thomas Roth, Köln
- 2015: Christina Schlepper, Hamburg
- 2017: Christine Hentschel, Hamburg, und Veronika Hofinger, Wien
- 2019: Melanie Grütter, Zürich